# Sers, Charente

Sers este o comună în departamentul Charente, Franța. În 1 ianuarie 2022 avea o populație de 903 de locuitori.